# یوسفوف (ناحیه هودونین)
یوسفوف (به چکی: Josefov) یک منطقهٔ مسکونی در جمهوری چک است که در ناحیه هودونین واقع شده‌است. یوسفوف ۷٫۰۸ کیلومتر مربع مساحت و ۴۱۶ نفر جمعیت دارد و ۱۸۶ متر بالاتر از سطح دریا واقع شده‌است.